# NGC 1667
NGC 1667 (NGC 1689) é uma galáxia espiral barrada (SBc) localizada na direcção da constelação de Eridanus. Possui uma declinação de -06° 19' 13" e uma ascensão recta de 4 horas, 48 minutos e 37,0 segundos.
A galáxia NGC 1667 foi descoberta em 13 de Dezembro de 1884 por Édouard Jean-Marie Stephan.